# Каунаський технологічний університет
Каунаський технологічний університет (лит. Kauno technologijos universitetas) — державний заклад вищої освіти у Каунасі, Литва. Створений 1922 року. У радянський час називався «Каунаський політехнічний інститут» (лит. Kauno politechnikos institutas).

## Історія

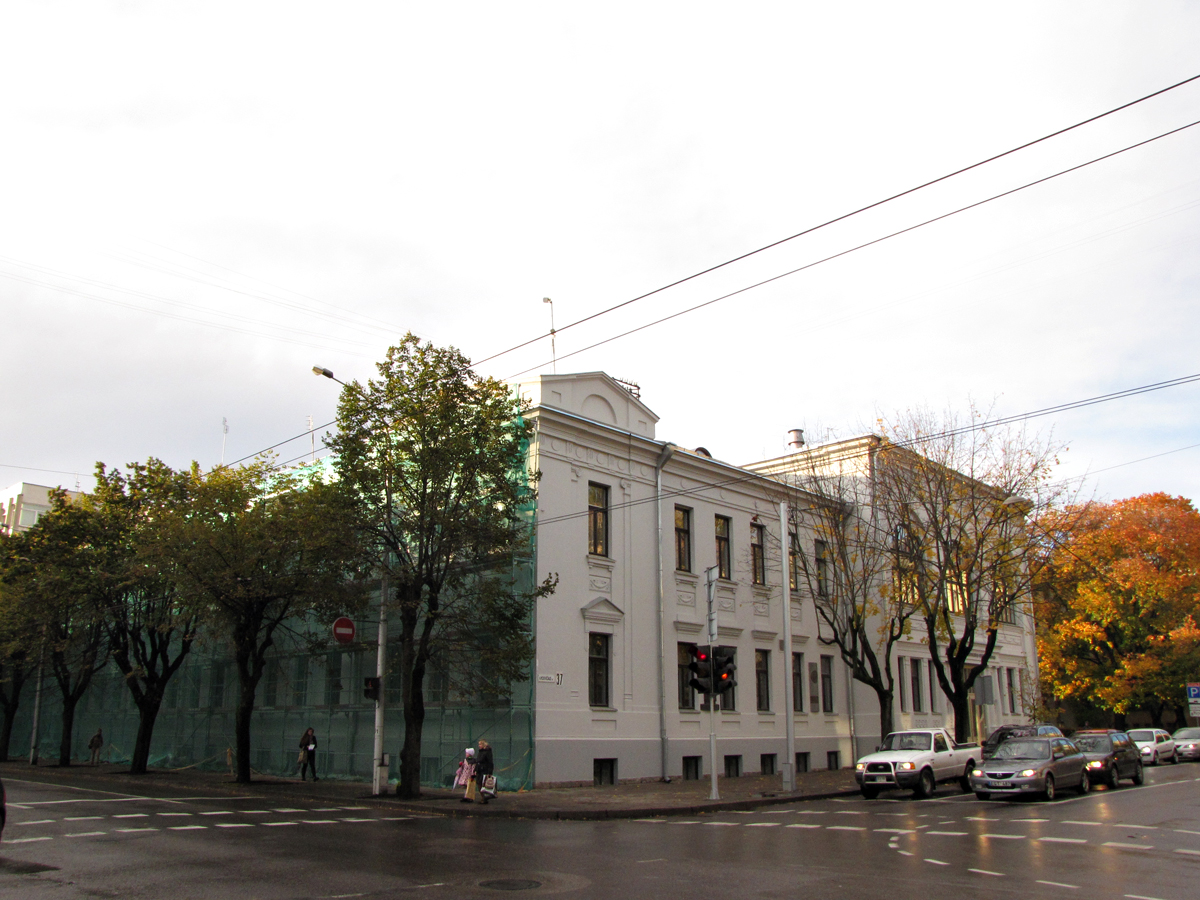

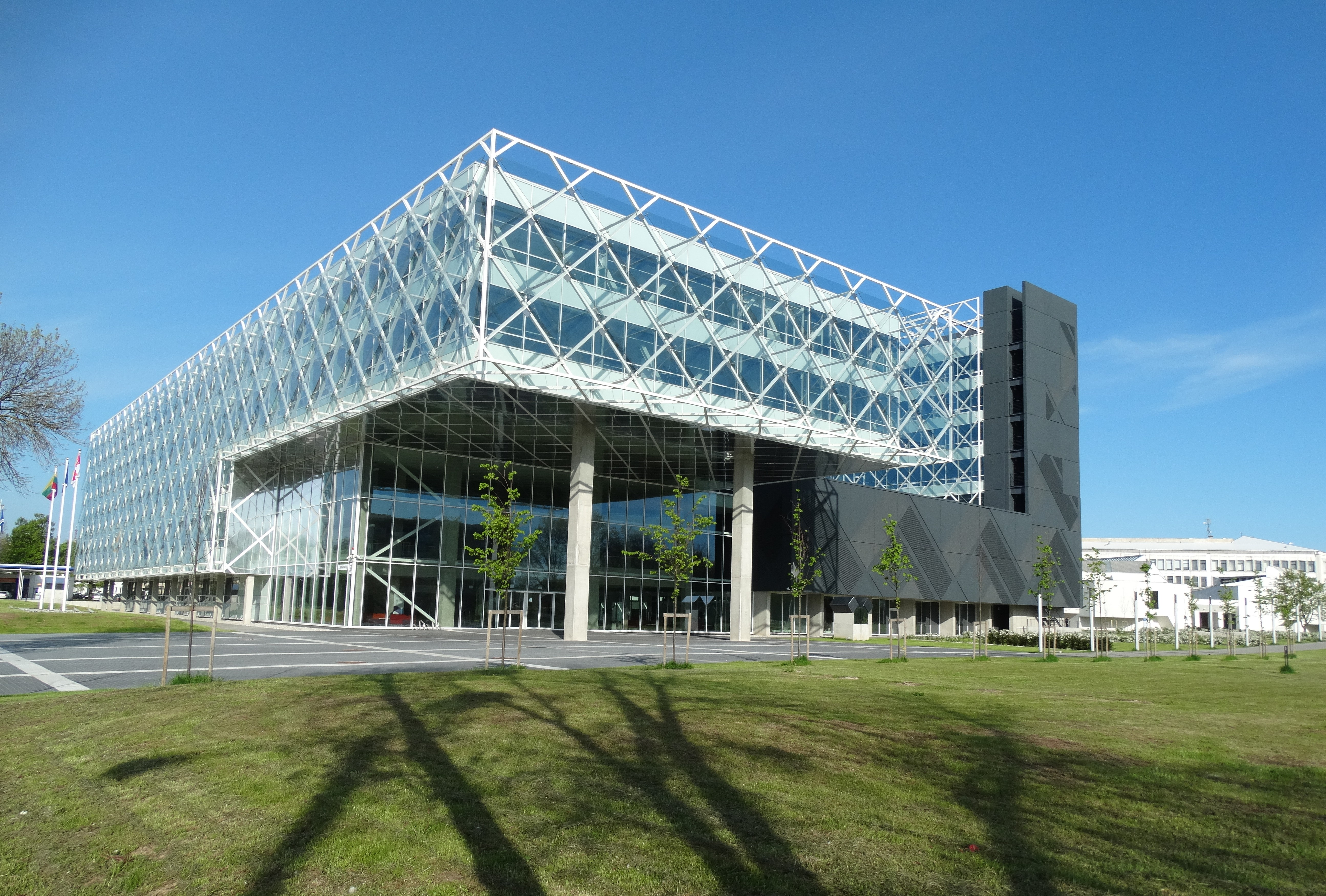
Науково-технічний центр

1922 року в Каунасі (тодішній столиці Литви) засновано Литовський університет, що з 1930 року носив назву як університет Вітовта Великого. 1940 року окупаційна радянська влада перейменувала навчальний заклад на «Каунаський університет», з 1944 року в ньому діяли 3 факультети: історико-філологічний вирішено закрити, медичний факультет 1950 року виокремлено в Каунаський медичний інститут, а будівельний і технологічний факультети 1951 року об'єднано в Каунаський політехнічний інститут.
Станом на 1972 рік навчальний заклад мав такі факультети — автоматики, інженерно-економічний, легкої промисловості, машинобудівний, механічний, радіоелектроніки, електротехнічний, хіміко-технологічний, будівельно-сантехнічний. Були вечірнє, заочне і підготовче відділення, вечірні факультети в Клайпеді, Шяуляї, Паневежисі; аспірантура; 68 кафедр, 4 проблемні і 18 галузевих лабораторій; у бібліотеці близько 1,4 млн одиниць зберігання. У 1972—1973 навчальному році в інституті навчалося 15 тис. студентів, працювала 1 тис. викладачів, у тому числі 23 професори і доктори наук, 415 доцентів і кандидатів наук.
1990 року влада Литви перейменувала Каунаський політехнічний інститут на Каунаський технологічний університет.

## Навчання та освітні програми
Каунаський технологічний університет має 122 навчальні програми, з яких 48 є бакалаврськими, 54 є магістерськими, 19 є докторськими та 1 є студентською програмою без ступеня. Зі 122 запропонованих програм 56 викладаються англійською мовою. В університеті навчається понад 9 тис. студентів, з них понад 6,6 тисячі — бакалавр, 2 тисячі . — магістра, 320 — докторант. 6,5 відсотка студентів є іноземцями. KTU також займається дослідженнями в сфері фізиці, технологіях та соціальних наук, експериментальними розробками, а також дослідження біомедичних та гуманітарних наук.
Навчання англійською мовою
Наступні програми пропонуються повністю англійською мовою для рівнів бакалавра та магістра.
Програми рівня бакалавра:
- Хіміко-технологічний факультет
  - Хімічна технологія та інженерія
  - Харчова наука та технологія

- Школа економіки та бізнесу
  - Управління оцифруванням бізнесу
- Факультет електротехніки та електроніки
  - Електронна та електротехніка
  - Інтелектуальні робототехнічні системи
  - Відновлювана енергетика
- Факультет інформатики
  - Штучний інтелект
  - Інформатика
- Факультет математики та природничих наук
  - Матеріалофізика та нанотехнології
- Факультет машинобудування та дизайну
  - Авіаційна інженерія
  - Машинобудування
  - Мехатроніка
  - Інженерія транспортних засобів
- Факультет соціальних наук, мистецтв і гуманітарних наук
  - Комунікативні дослідження та інформаційні технології управління
  - Нова мова медіа
  - Публічне управління та громадянське суспільство
- Факультет будівництва та архітектури
  - Архітектура
  - Цивільна інженерія

Програми рівня магістра:
- Хіміко-технологічний факультет
  - Прикладна хімія
  - Хімічна інженерія
  - Екологічна інженерія
  - Харчова наука та безпека
  - Промислова біотехнологія
- Школа економіки та бізнесу
  - Облік і аудит
  - Міжнародний бізнес
- Факультет електротехніки та електроніки
  - Біомедична інженерія
  - Технології управління
  - Електроніка
  - Енергетичні технології та економіка
- Факультет інформатики
  - Штучний інтелект в інформатиці
- Факультет математики та природничих наук
  - Фізика матеріалів
  - Медична фізика
- Факультет машинобудування та дизайну
  - Аеронавігаційна техніка
  - Промислова інженерія та менеджмент
  - Машинобудування
  - Мехатроніка
  - Стале управління та виробництво
  - Інженерія транспортних засобів
- Факультет соціальних наук, мистецтв і гуманітарних наук
  - Державна політика та безпека
  - Переклад і локалізація технічних текстів
- Факультет будівництва та архітектури
  - Архітектура
  - Інженерія конструкцій та будівельних виробів
- Паневежський факультет технологій та бізнесу
  - Технології управління

Інститути
- Біомедичний інженерний інститут
- Інститут авіації та аеронавігації
- Харчовий інститут
- Архітектурно-будівельний інститут
- Інститут інженерії навколишнього середовища
- Інститут матеріалознавства ім
- Інститут мехатроніки
- Інститут ультразвукових досліджень імені Казімєраса Баршаускаса
- Науковий інститут телематики охорони здоров'я